# Poesies (1885)
Poesies, publicat l'any 1885, fou el primer llibre de poemes del poeta mallorquí Miquel Costa i Llobera. Entre d'altres, inclou la cèlebre oda Lo pi de Formentor.

## Història
Costa i Llobera es va formar en la lectura dels clàssics. En aquest llibre, el poeta va voler col·leccionar totes les poesies que ell havia escrit durant la seva època primerenca, i que estaven escampades per diversos calendaris i revistes. Així, com el poeta comenta al propi pròleg del llibre, també va creure convenient revisar-les totes baix del punt de vista literari i dels errors o ignoràncies que hagués pogut cometre abans a una edat inexperta.
Publicat el 1885, aquest recull de poemes és el primer llibre de Miquel Costa i Llobera. Poesies deixa entreveure un romanticisme contingut de to serè i dominat per un perfeccionisme formal. En els poemes, ja tocava dos temes que l'acompanyarien al llarg de tota la seva obra: el paisatge i el sentiment religiós. El paisatge mallorquí es podia palpar en La vall (1873) i en Lo pi de Formentor (1875). En els versos d'aquests poemes, el poeta descrivia les zones de Pollença i Formentor, que esdevenien un símbol del Mediterrani. Costa i Llobera anhelava apropar-se a Déu amb les descripcions precises d'aquests paisatges, que li suggerien un ideal de vida elevada. La llegenda del Puig de Pollença també forma part d'aquest mateix llibre.
El 1907, es publicaria la segona edició de Poesies, revisant ja les publicades i afegint-ne algunes que havien quedat fora de la primera edició.